# Johann Friedrich Naumann
Johann Friedrich Naumann, född 14 februari 1780, död 15 augusti 1857, var en tysk forskare, ornitolog och redaktör. Grundandet av den vetenskapliga ornitologin i Europa brukar tillskrivas Naumann och han publicerade ett flertal böcker där den 12 volymer långa serien Naturgeschichte der Vögel Deutschlands anses vara hans största insats. Hans far Johann Andreas Naumann (1744-1826) var naturalist och hans bror Carl Andreas Naumann (1786–1854) var också ornitolog. 
1821 sålde Naumann sin samling av fåglar till Frederick Ferdinand hertig av Anhalt-Köthen. Naumann fungerade som samlingens intendent och sedan 1835 har den varit öppen för allmänheten att beskåda på slottet i Köthen i ett tillbygge som fick namnet "Ferdinandsbau".
Rödfalken har fått sitt artepitet, naumanni, för att hedra Naumann.